# 川端しおり
川端 しおり（かわばた しおり、1991年9月28日 - ）は、日本の女性声優。福岡県出身。プロダクションSHIROBACO所属。

## 人物
松濤アクターズギムナジウム（19期生）、レオパード・スティール所属を経て、2019年4月よりプロダクションSHIROBACO所属。
阿佐ヶ谷アニメストリート内のアニメコラボカフェSHIROBACOにて1期生として働いていた。

## 出演
太字はメインキャラクター。

### テレビアニメ
2015年
- アクエリオンロゴス（オペレーターC、客A、剣嵜 総〈幼少期〉、彼女）

2016年
- ばくおん!!（女生徒C）
- 初恋モンスター（女生徒、中村結花）
- レゴ ニンジャゴー（ネルソン 他）

2019年
- ガーリー・エアフォース（おばさん）

2020年
- ソマリと森の神様（街の住人）

2021年
- サクガン（電子ボイス）

2023年
- The Legend of Heroes 閃の軌跡 Northern War（ミジュ、アイス女子B、ホム、姉、マリーナ 他）
- 六道の悪女たち（ヤンキー2、不良生徒2、クラス女1、竜宮メンバー3、竜宮メンバー1）
- Helck（ロット）
- 最果てのパラディン 鉄錆の山の王（メイドA）

2024年
- 30歳まで童貞だと魔法使いになれるらしい（女性社員B、女性社員）
- 最凶の支援職【話術士】である俺は世界最強クランを従える（シーカーB、キティ）

2025年
- 想星のアクエリオン Myth of Emotions（フタゴ）

### ゲーム
- 五等分の花嫁 〜彼女と交わす五つの約束〜
- しんけん!!（小烏もろは）
- ソウルオブクリスタル（シャウラ）
- MONOTO-SITUATION：LUCID AND DAYDREAM（キャスター、レポーター）
- 明鏡連符（黒塚レイ）

### ドラマCD
- いおの様ファナティクス

### 吹き替え
2017年
- バウンティ・ハンターズ（女記者）
- LEGO Elves：エルブンデールの秘密（ソフィー）

2018年
- ハンターズ 北欧伝説の秘宝を追え!（エマ）
- ウォーキング・ウィズ・エネミー/ナチスになりすました男（ソフィア）
- 死霊のえじき：Bloodline（ゾーイ〈ソフィー・スケルトン〉）
- レスキューせんエリアスと海ではたらく仲間たち（ディッピー）
- ザ・スクエア 思いやりの聖域（リッリ 他）
- ドント・ヘルプ（マリア〈マリア・エボリ〉）

### その他
- クラスメソッド公式キャラクター（2代目めそ子 花咲ひさき）

## ディスコグラフィ

### キャラクターソング
| 発売日  | タイトル                                    | 曲名               | 名義                                                                      | タイアップ                             |
| 2016年  | 2016年                                      | 2016年             | 2016年                                                                    | 2016年                                 |
| ------- | ------------------------------------------- | ------------------ | ------------------------------------------------------------------------- | -------------------------------------- |
| 6月30日 | しんけん!!キャラクターイメージソング集 Vol1 | 恋はUMA☆UMA        | 小烏もろは（川端しおり）                                                  | ゲーム『しんけん!!』キャラクターソング |
| 2019年  |                                             |                    |                                                                           |                                        |
| 4月28日 | 虹色メソッド                                | 虹色メソッド       | 初代めそ子：彩木あかり（竹下礼奈）、2代目めそ子：花咲ひさき（川端しおり） | クラスメソッド公式キャラクター         |
| 4月28日 | 虹色メソッド                                | ガンバリマス宣言！ | 2代目めそ子：花咲ひさき（川端しおり）                                     |                                        |